# Американский средний кроншнеп
Американский средний кроншнеп (лат. Numenius hudsonicus) — вид птиц из обширного семейства Scolopacidae. Это один из наиболее широко распространенных и обычных кроншнепов Нового Света, гнездящийся на большей части субарктики Северной Америки. Этот вид и евразийский средний кроншнеп недавно были разделены на два вида, хотя некоторые орнитологи по-прежнему считают их конспецифичными.
Американский средний кроншнеп — это мигрирующая птица, зимующая на побережьях южной части Северной Америки и Южной Америки. Во время миграции этот вид также держится на побережьях. Вне сезона размножения этот вид довольно стайная птица.
В мангровых зарослях Колумбии места ночевок американских средних кроншнепов расположены в непосредственной близости от мест кормежки и изолированны от мест обитания потенциальных сухопутных хищников, но подвергаются беспокойству со стороны человека.

## Описание
Это довольно крупные кулики, хотя по сравнению с другими кроншнепами этот вид среднего размера. Название рода Numenius происходит от древнегреческого названия птицы noumenios, упомянующейся у Гесихия Милетского. Это название относилось именно к кроншнепами, потому что оно, по-видимому, происходит от neos, «новый» и mene «луна», указывая на формы клюва в виде полумесяца.
Длина тела 37-47 см, размах крыльев 75-90 см и масса 270—493 г. Окраска в основном серовато-коричневая, рисунок на надхвостье сходен с таковым в верхней части тела. Характерен длинный изогнутый клюв, причём у взрослых самок он длиннее, чем у самцов. Для клюва характерен «излом» в концевой части, а не плавный изгиб на всём его протяжении.
Типичный позыв — пульсирующий дрожащий свист, при пении он переходит в продолжительную трель.
От американского кроншнепа (Numenius americanus) американский средний кроншнеп отличается более коротким изогнутым клювом, центральной светлой полосой c широким тёмным окаймлением на темени, яркими светлыми «бровями» и темной уздечкой.

### Подвиды
Описаны 2 подвида:
- Numenius hudsonicus rufiventris Vigors, 1829 — обитает на Аляске и северо-западе Канады
- Numenius hudsonicus hudsonicus Latham, 1790 — обитает в районе Гудзонова залива на северо-востоке Канады.

## Экология
Этот вид питается, прощупывая клювом мягкий грунт в поисках мелких беспозвоночных и собирая мелких крабов и подобную добычу с поверхности. Перед миграцией ягоды становятся важной частью их диеты.
Гнездо представляет собой голую лунку на тундре или арктических вересковых пустошах. В кладке от трёх до пяти яиц. Взрослые активно защищают гнездовую территорию и даже атакуют людей, подшедших слишком близко к гнезду илди выводку.
Ближе к концу XIX века охота на путях их миграции сильно повлияла на численность этой птицы. С тех пор после запрета массовой охоты численность восстановилась.